# Direction Centrale du Renseignement Intérieur
Direction Centrale du Renseignement Intérieur, DCRI (pol. Centralna Dyrekcja Wywiadu Wewnętrznego) – francuska dawna służba specjalna, komórka organizacyjna Ministerstwa Spraw Wewnętrznych Republiki Francuskiej zajmująca się kontrwywiadem i zwalczaniem terroryzmu.

## Historia
DCRI została utworzona 1 lipca 2008 roku, w wyniku połączenia dwóch służb podległych MSW RF: Direction Centrale des Renseignements Généraux (Centralnej Dyrekcji Wywiadu Ogólnego) oraz Direction de la Surveillance du Territoire (Dyrekcji Nadzoru Terytorialnego). 12 maja 2014 roku służba kontrwywiadu i bezpieczeństwa wewnętrznego została przekształcona w Direction Générale de la Sécurité Intérieure (DGSI).

## Główne zadania
- Kontrwywiad
- Kontrterroryzm
- Bezpieczeństwo wewnętrzne